# Фридрих II фон Цвайбрюкен-Бич
Фридрих II фон Цвайбрюкен-Бич (на немски: Friedrich/Frederick von Zweibrucken-Bitsch; * ок. 1420; † ок. октомври/декември 1474) е граф на Цвайбрюкен-Бич (1418 – 1474).

## Произход
Той е син на граф Ханеман II фон Цвайбрюкен-Бич († ок. 1418) и съпругата му Имагина фон Йотинген († 1450), дъщеря на граф Фридрих III фон Йотинген и втората му съпруга Еуфемия фон Силезия-Мюнстерберг. Брат е на Симон V (IV/VI) Векер фон Цвайбрюкен-Бич († сл. 1426), граф на Цвайбрюкен, господар на Бич, женен за Елизабет фон Марк († сл. 1479).
Територията минава през 1570 г. към Графство Ханау-Лихтенберг и 1572 г. към херцогство Лотарингия.

## Фамилия
Фридрих II фон Цвайбрюкен-Бич се жени 1435 г. за рауграфиня Анна фон Салм-Нойенбаумберг († 1457), дъщеря на рауграф Ото I фон Алт- и Нойенбаумберг, граф на Салм († 1464) и втората му съпруга Елизабет д' Аргенто († сл. 1464). Те имат седем деца:
- Симон VII Векер († 22 юли 1499), граф на Цвайбрюкен-Бич (1474 – 1499), женен I. 1464 г. за наследничката Елизабет фон Лихтенберг-Лихтенау (* 9 август 1444; † 21 януари 1495), II. на 14 февруари 1464 г. за друга жена
- Ханеман III (Йоханес) фон Цвайбрюкен († между 22 май и 31 декември 1452), граф на Цвайбрюкен, сгоден на 9 септември 1448 г. женен на 22 май 1452 г. за Елизабет фон Зирк (* 6 март 1435; † 20 юли 1489)
- Анна фон Цвайбрюкен-Бич-Лихтенберг (* пр. 1458; † сл. 1496), омъжена на 6 май 1459 г. за Георг фон Оксенщайн († март 1485 в Хайделберг)
- Фридрих III фон Цвайбрюкен-Бич-Лихтенберг († 1500), граф на Цвайбрюкен-Бич, господар на Питинген
- Валрам фон Цвайбрюкен-Лихтенберг († сл. 1496), капитулар в Трир
- Хайнрих фон Цвайбрюкен-Лихтенберг († сл. 1481), господар на Ландщул и замък Ландек
- Елизабет фон Цвайбрюкен-Лихтенберг († сл. 1506)

На 29 септември 1357? г. Фридрих II фон Цвайбрюкен-Бич има друга връзка и има още четири деца:
- Ева фон Цвайбрюкен-Лихтенберг († сл. 1479), омъжена за Ханс фон Щайнгрубен-Менел
- Катарина фон Цвайбрюкен-Лихтенберг († сл. 1484), омъжена за Ханс фон Дидерсдорф
- Фридрих фон Бич († сл. 1486)
- Ханс фон Бич-Шорпах († сл. 1488), женен за Вилден